# Sidya Léon Diop
Sidya Léon Diop, également connu sous le nom de Sidya Ndaté Yalla, né en 1848 à Nder et mort le 26 juin 1878, est un roi sénégalais ayant occupé la région du Waalo. 
Fils de la reine Ndaté Yalla Diop et du gouverneur du Waalo occidental, Sakoura Diop, Sidya Ndaté Yalla Diop est un résistant de l'époque coloniale au Sénégal.